# 그랜드 테프트 오토 IV
《그랜드 테프트 오토 IV》(영어: Grand Theft Auto IV, GTA IV, GTA 4)는 미국의 록스타 노스가 개발하고 록스타 게임스가 출시하는 GTA 시리즈 중 11번째 작품이다. 2008년 4월 29일에 플레이스테이션 3, 엑스박스 360용이 발매되었다. PC판은 북미 시각으로 2008년 11월 18일에 발매가 예정되어 있었으나, 연기되어 12월 2일로 바뀌었다. 대한민국에서는 위즈핸즈가 2008년 9월 23일에 정식으로 플레이스테이션 3판을 배급하기 시작했다.
발매 첫 날에 360만 장이 팔렸고, 2008년 8월 16일에 누적 판매량이 1000만 장을 넘었다.

## 이야기
자신의 과거 사건으로 그다지 좋지 않은 인생을 보내고 있지 않던 주인공 니코 벨릭은 리버티 시티 안에 있는 사촌형제 로만 벨릭으로부터 종종 메일이나 편지를 받고 있었다. 사촌형제인 로만 벨릭이 좋은 집, 좋은 차 등의 좋은 조건('아메리칸 드림')으로 살고 있다는 이야기를 들은 니코는 리버티 시티를 방문하지만, 들은 이야기와는 정반대로 낭만적인 생활은 없고 빚쟁이 투성으로 아메리칸 드림과는 동떨어진 생활이 있을 뿐이었다. 니코는 로만을 도와주는 것과 동시에 리버티 시티에서의 자신의 과거를 청산하려고 움직이기 시작한다.
그랜드 테프트 오토 IV의 스토리는 그랜드 테프트 오토 III이나 바이스 시티, 혹은 산 안드레아스와 직접적으로 관련되어 있지 않다.

## 확장팩
그랜드 테프트 오토 IV의 확장팩으로는 리버티 시티의 폭주족이 주인공인 더 로스트 앤 댐드와 한 클럽의 주인이 주인공인 더 발라드 오브 게이 토니가 있다.
이 둘이 하나로 묶은 그랜드 테프트 오토: 에피소드 프롬 리버티 시티, 3가지의 스토리를 모두 모은 컴플리트 에디션도 있다.

## 평가
| Windows version reception |        |
| --- | ------ |
| 통합 점수 통합사 점수 메타크리틱 90/100 [ 8 ] 평론 점수 평론사 점수 1UP.com B [ 9 ] CVG 9.4/10 [ 10 ] 유로게이머 9/10 [ 11 ] 게임스팟 9/10 [ 12 ] 게임스파이 [ 13 ] IGN 9.2/10 [ 14 ] VideoGamer.com 10/10 [ 15 ] |        |
| 통합 점수 |        |
| 통합사 | 점수   |
| 메타크리틱 | 90/100 |
| 평론 점수 |        |
| 평론사 | 점수   |
| 1UP.com | B      |
| CVG | 9.4/10 |
| 유로게이머 | 9/10   |
| 게임스팟 | 9/10   |
| 게임스파이 | [ 13 ] |
| IGN | 9.2/10 |
| VideoGamer.com | 10/10  |